# NGC 2933
NGC 2933 este o interacțiune de galaxii situată în constelația Leul. A fost descoperită în 1 aprilie 1864 de către Albert Marth.